# اردری
latitudeاردریlongitudeاردری
اردری (به انگلیسی: Airdrie, North Lanarkshire) یک منطقهٔ مسکونی در اسکاتلند است که در لانارکشر شمالی واقع شده‌است.

## خصوصیات
اردری ۵۵٬۳۲۶ نفر جمعیت دارد.